# Anthurium alatipedunculatum
Anthurium alatipedunculatum — многолетнее травянистое вечнозелёное растение, вид рода Антуриум (Anthurium) семейства Ароидные, или Аронниковые (Araceae).

## Ботаническое описание
Эпифиты.
Стебель 1—1,5 см в диаметре.
Корни в небольшом числе, свешивающиеся, 2—3 мм в диаметре.

### Листья
Катафиллы умеренно тонкие, 2—3 см длиной, заострённые на вершине, в высохшем виде коричневые, сохраняются в виде волокон.
Листья вертикальные. Черешки 4—26 см длиной, 5—6 мм в диаметре, треугольные в поперечном сечении, желобчатые, в высохшем виде с узким, почти чешуевидным крылом. Коленце 0,8—1,2 см длиной.
Листовые пластинки ланцетовидно-эллиптические, заострённые на вершине, от тупых до округлённых в основании, 15—23,5 см длиной, 6—10 см шириной, наиболее широкие ниже середины, неясно и редкопятнистые сверху, густопятнистые снизу (пятна красновато-коричневые), в высохшем виде с заметно волнистыми краями, снизу бледнее, чем сверху.
Первичные боковые жилки по 10—20 с каждой стороны, отклонённые от центральной жилки под углом 55°, проходят почти под прямым углом к общей жилке; межпервичные жилки многочисленные; общая жилка соединят жилки у основания и проходит в 3—8 см от края.

### Соцветие и цветки
Соцветие ниже листьев. Цветоножка 12—19 см длиной, около 3 мм в диаметре, крылатая, в 0,5—5 раз длиннее черешков. Покрывало зелёное с пурпурово-красным оттенком по краям, ланцетовидно-линейное, 3—4,5 см длиной, 6—8 мм шириной, наиболее широкое у основания, на вершине короткозаострённое, наклонённое примерно под углом 30° к цветоножке.
Початок сидячий, зелёный, 10—12 см длиной, 3—5 мм в диаметре у основания, 2—3 мм в диаметре у вершины. Цветки располагаются в ромбических структурах, 2,3—2,8 мм длиной, 1,8—2,3 мм шириной, стороны от более-менее прямых до сигмоидальных; 4—5 цветков, видимые в основной спирали, 3—5 — в дополнительной. Лепестки в высушенном виде матовые; боковые лепестки около 2 мм шириной, внутренние края широкоокруглённые; тычинки появляющиеся только выше лепестков; пыльники около 0,4 мм длиной и 0,9 мм шириной; теки разветвлённые.

## Распространение
Встречается в Коста-Рике.
Растёт в тропических влажных лесах, на высоте от 10 до 1800 м над уровнем моря.